# Ghidfalău
Ghidfalău é uma comuna romena localizada no distrito de Covasna, na região histórica da Transilvânia. A comuna possui uma área de 42.00 km² e sua população era de 2665 habitantes segundo o censo de 2007.